# Sulitjelma gruber
Sulitjelma gruber var ett  norskt gruvbolag som utvann koppar, svavelkis och zink i Sulitjelma i Fauske kommun i norra Norge.  I perioden mellan 1891 och 1933 var bolaget registrerat i Sverige som Sulitelma Aktiebolag. Från år 1933 till nedläggningen 1991 var bolaget ett norskt aktiebolag som år 1983 blev statsägt.

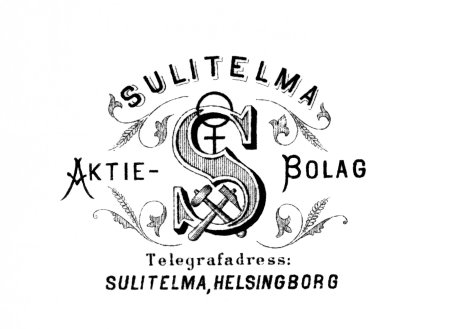
Sulitelma gruvors logotyp, 1894.

Samiske  Mons Petter hittade kopparkis omkring år 1858, men eftersom fyndplatsen låg avsides var man skeptisk till om malmen var brytvärdig. Först när den svenska industrimannen och konsulen Nils Persson år 1886 intresserade sig för malmfyndigheten gick utvecklingen igång.  Sulitelma Aktiebolag grundades år 1891 och samma år började man att bygga den smalspåriga Sulitjelmabanan. Koppar och halvfabrikat transporterades med både tåg och ångfartyg till utskeppningshamnen i Finneid tills lastbilar tog över trafiken år 1972. 
Flera tekniska uppfinningar gjordes, bland annat den så kallade knudsenprocessen för att konvertera slig till kopparsten och världens första elektriska smältugn för koppar. Processerna utvecklades fortlöpande främst inom anrikning och smältning. Sulitelma Gruber var Norges näst största industri i början av 1900-talet.
Sulitjelma var från början ett isolerat nybyggarsamhälle, men befolkningen ökade snabbt från cirka 50 personer omkring år 1890 till nästan 3 000 år 1910. Bostäderna var primitiva, arbetet hårt och hälsovådligt och det var en betydlig klasskillnad mellan arbetare, gruvingenjörer och tjänstemän. 
Gruvorna i Sulitjelma var så viktiga för den tyska krigsundustrin under andra världskriget att produktionen hölls igång till varje pris. Trots att några av de anställda var inblandade i  illegala aktiviteter ingrep   Gestapo inte då de befarade det skulle påverka produktionen.
Efter andra världskriget gick uppgången över i osäkerhet när kopparpriset föll kraftigt år 1975. Den försvagade lönsamheten följdes av rationaliseringar och avsked. Stora investeringar krävdes i den efterhand gamla anläggningen, bland annat måste smältverkets utsläpp renas. De åtgärder som vidtogs var inte tillräckliga och gruvdriften stoppades år 1991.
I loppet av de omkring 100 år som gruvan var i drift utvanns 5 miljoner ton svavelkis, 470 000 ton koppar, 215 ton zink, 282 ton silver och 3,7 ton guld.